# Szkoła Podstawowa nr 7 im. 1000-lecia Państwa Polskiego w Czeladzi
Szkoła Podstawowa nr 7 im. 1000-lecia Państwa Polskiego w Czeladzi – pierwsza w Polsce „tysiąclatka” wzniesiona w ramach programu oświatowego realizowanego z inicjatywy ówczesnego I Sekretarza Komitetu Centralnego Polskiej Zjednoczonej Partii Robotniczej – Władysława Gomułki. Nazwa nawiązywała do przypadającej na rok 1966 tysięcznej rocznicy powstania państwa polskiego.

## Okoliczności powstania szkoły
W związku z nowymi potrzebami szkolnictwa związanymi z wyżem demograficznym w latach 50. XX wieku rozpoczęto budowę szkół w całej Polsce na skalę masową.  W roku 1946 liczba dzieci w wieku szkolnym wynosiła 500 tysięcy, a w 1953 przekroczyła 800 tysięcy, budowa nowych placówek oświatowych stała się niezbędna. 29 września 1958 roku Ogólnopolski Komitet Frontu Jedności Narodu powołał Społeczny Fundusz Budowy Tysiąca Szkół. Hasłem budowy stały się słowa wypowiedziane 24 września 1958 roku przez Władysława Gomułkę „tysiąc szkół na Tysiąclecie Państwa Polskiego”. Nazwa szkół powiązana została z przypadającymi na rok 1966 uroczystościami 1000-lecia państwa.

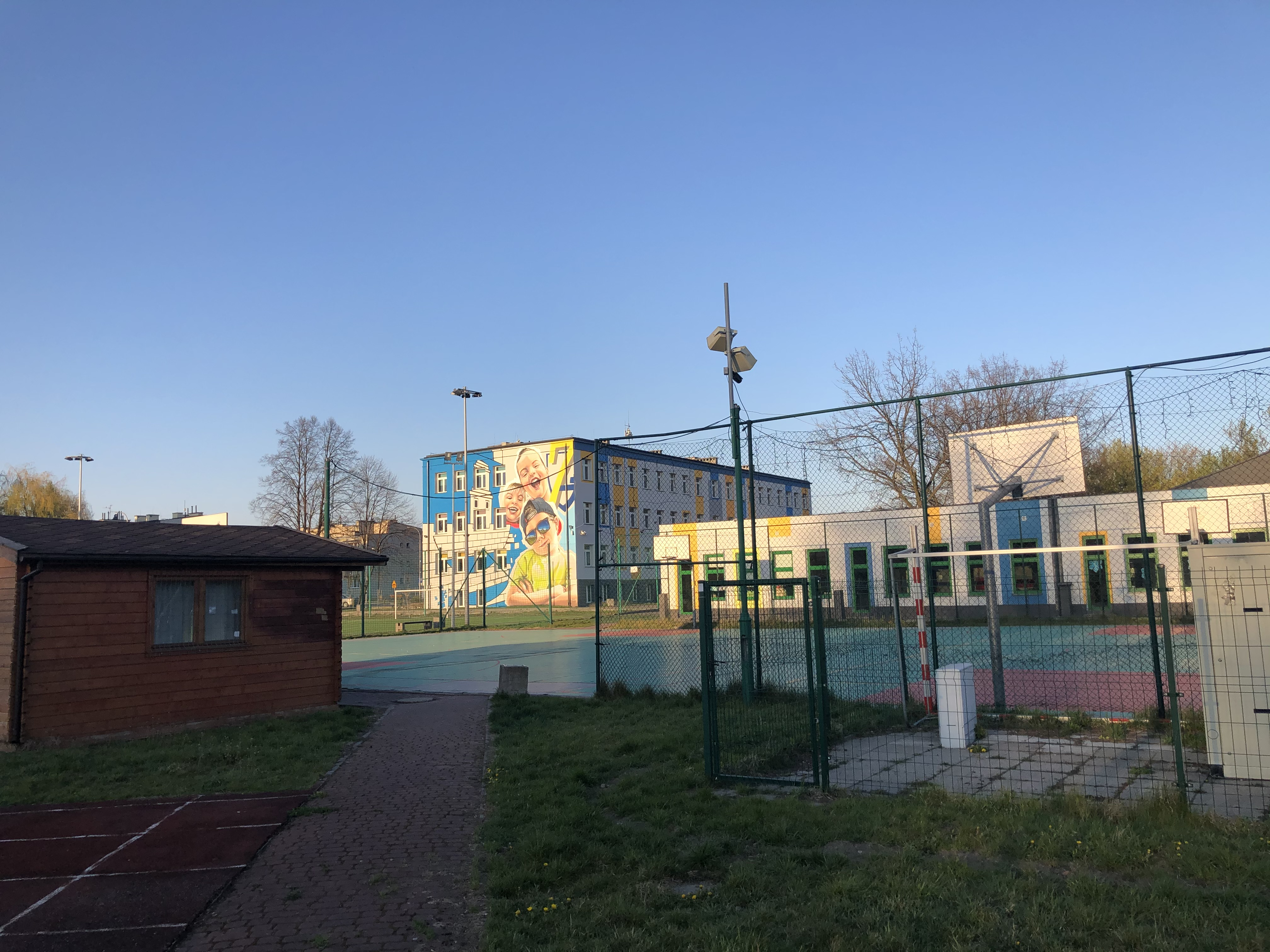
Widok na szkołę i boisko z głównej ulicy.

Pierwszą wybudowaną „tysiąclatką” została Szkoła Podstawowa nr 7 im. gen. Karola Świerczewskiego w Czeladzi. Obiekt oficjalnie oddano do użytku 26 lipca 1959 roku.

## Budowa
W województwie katowickim jednostki Wojskowego Korpusu Górniczego jako jedne z pierwszych, wystąpiły z projektem budowy na terenie Śląska pierwszej szkoły-pomnika przy pomocy Ludowego Wojska Polskiego. Inicjatywa ta poparta została przez Komitet Wojewódzki PZPR w Katowicach i Prezydium Wojewódzkiej Rady Narodowej. Swoją pomoc w budowie zadeklarowali także śląscy górnicy.
Główne postanowienia dotyczące budowy „tysiąclatki” zawarte zostały w uchwale Nr 28/103/58 Prezydium Miejskiej Rady Narodowej w Czeladzi. Postanowiono:
1. Wybudować w Czeladzi–Piaskach w latach 1958–1959, nowoczesną 15 izbową Szkołę–Pomnik dla uczczenia Tysiąclecia Państwa Polskiego.
2. Sfinansować koszt budowy środkami społecznymi.
3. Przyjąć jako fundatorów żołnierzy Ludowego Wojska Polskiego i górników.
4. Nadać szkole imię generała Karola Świerczewskiego.

Ostatni punkt był życzeniem Wojskowego Korpusu Górniczego jako jednego z fundatorów. Generał Karol Świerczewski uważany był wtedy za wzór do naśladowania. 
Uzasadniając podjętą 24 października 1958 wspomniano o tradycji walk rewolucyjnych miasta. Decyzję ułatwił fakt ówczesnego przeludnienia w czeladzkich szkołach – na jedną izbę lekcyjną przypadało 70 uczniów. Przyjęto, że pierwszym Pomnikiem Tysiąclecia zostanie budowana w latach 1958–1959 Szkoła Podstawowa nr 7.  Budynek wybudowany został w dzielnicy Piaski, na osiedlu górniczym kopalni „Czeladź”. Budynek składać się miał z: 15 izb lekcyjnych, 3 pracowni (do nauki biologii, chemii, fizyki i robót ręcznych), gabinetu pomocy naukowych, sali gimnastycznej, pomieszczenia rekreacyjnego, biblioteki z czytelnią, świetlicy z jadalnią, kuchni szkolnej, kancelarii kierownika szkoły, pokoju nauczycielskiego, gabinetu lekarskiego i szatni. Ponadto na 2 hektarowym obszarze miało znaleźć się miejsce na boisko wraz z działką szkolną i zieleniec. Zadeklarowano, że wraz ze szkołą do użytku zostanie oddany 32-izbowy budynek mieszkalny dla nauczycieli. Całkowity koszt budowy oszacowany został na ok. 10 100 000 zł, z czego budowa szkoły wynosić miała 7 500 000 zł.
Główni fundatorzy zadeklarowali łączną kwotę 7 200 000 zł, reszta potrzebnych pieniędzy miała pochodzić od podmiotów nieokreślonych w ustawie. Budowa miała zostać rozpoczęta 23 listopada 1958 rok, a jej zakończenie na 16 lipca 1959 roku. Oddanie szkoły miało odbyć się 22 lipca 1959 roku. Po zakończeniu budowy kopalnia „Czeladź” zobowiązała się zostać Komitetem Opiekuńczym, co wiązało się z wypłacaniem stypendiów najlepszym uczniom w danym roku szkolnym.
Wojskowy Korpus Górniczy, aby wypełnić swoje zobowiązania względem szkoły, rozpoczął zbiórkę funduszy we wszystkich swoich jednostkach, miało to też popularyzowanie budowy potrzebnej na Piaskach nowej szkoły. W wyniku tej pracy udało się uzbierać sumę 4 370 000 zł. Żołnierze podkreślali, że biorą udział w tej akcji m.in. z powodu potrzeby budowy lepszego jutra oraz w celu poparcia dla rozwoju kultury i techniki.
Budowa szkoły-pomnika była wyzwaniem dla żołnierzy i dla miejscowej społeczności. Do akcji przyłączyli się nauczyciele i obsługa tamtejszych szkół, deklarując popularyzowanie gromadzenia funduszy na budowę nowych szkół. W grudniu 1958 roku w czeladzkich szkołach utworzone zostały Szkolne Koła Społecznego Funduszu Budowy Szkół w Czeladzi. Młodzież zobowiązała się zebrać w 1959 roku kwotę ponad 43 300 zł. Wkład w budowę zadeklarowali również pracownicy Zakładów Ceramiki „Józefów” na kwotę 41 500 zł.
4 grudnia 1958 roku Władysław Gomułka zwrócił się z apelem do górników, aby przemyśleli przepracowanie jednej dodatkowej dniówki, a zarobione pieniądze i wydobyty węgiel przekazali na budowę szkół. Na apel ten 25 stycznia 1959 roku odpowiedzieli górnicy dwóch czeladzkich kopalń: „Czeladź” i „Czerwona Gwardia”. Razem przekazali kwotę 2 591 000 zł.

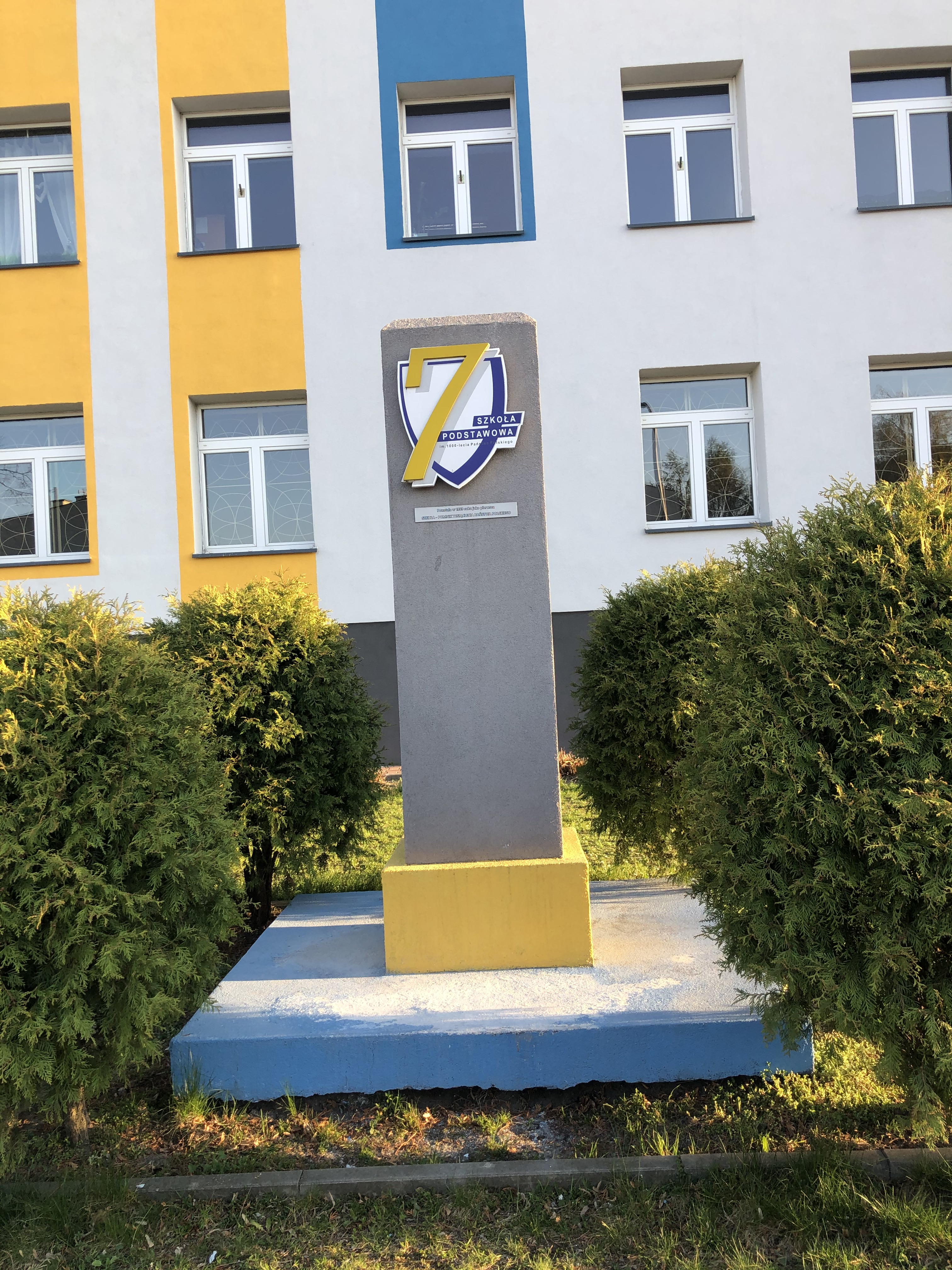
Pomnik przy szkole.

Wojsko zapewniło odpłatną siłę roboczą oraz zakupiło dla przyszłej szkoły m.in. pianino, dwa telewizory, cztery aparaty radiowe, aparaty fotograficzne, lampę kwarcową, księgozbiór lektur szkolnych, komplet instrumentów muzycznych, sprzęt sportowy, a także ufundowało pomnik patrona szkoły, który stanął przed budynkiem.
Wkład w budowę szkoły wnieśli również czeladzcy i będzińscy ogrodnicy. 3 lipca 1959 roku przekazali kwotę 5000 zł, na którą składało się wykonanie kwietników i obsadzenie ich kwiatami.
Budowa pierwszej „tysiąclatki” rozpoczęła się 27 października 1958 roku. Początkowo uczestniczyła w niej grupa 36 żołnierzy, w przeciągu kilku dni liczba ta została zwiększona do 56 z dowódcą plutonu sierżantem Tadeuszem Górasem. Żołnierze podzieleni zostali na 4 brygady: murarzy, betoniarzy, cieśli i brygadę robót ziemnych. Budowę prowadziło Sosnowieckie Przedsiębiorstwo Budowlane.  Uroczyste wmurowanie kamienia węgielnego miało miejsce 23 listopada 1958, w wydarzeniu wzięli udział przedstawiciele wojska i kopalń. 24 grudnia 1958 roku  prace wyprzedzały plan budowy – zakończono betonowanie stropów nad piwnicami i rozpoczęto murowanie parteru. 14 kwietnia zakończono budowę murów pierwszego piętra budynku szkolnego, a w połowie marca z funduszy kopalni „Czeladź” rozpoczęto budowę budynku mieszkalnego dla nauczycieli. 20 kwietnia 1959 roku szkołę wizytował I sekretarz KW PZPR w Katowicach Edward Gierek. 12 maja 1959 roku zabetonowano strop drugiego piętra. 8 czerwca 1959 roku w budynku ukończono prace murarskie, dach, tynki wewnętrzne, podłoża pod posadzkę, wyłożono terakotę, osadzono ramy drzwi i okien, zainstalowano urządzenia wodno-kanalizacyjne, centralnego ogrzewania, przewodów wewnętrznej sieci elektrycznej i wykonano 50% prac przy ogrodzeniu terenu. 21 maja i 8 czerwca tego samego roku plac budowy odwiedził pułkownik Jerzy Ziętek, a 18 czerwca ponownie Edward Gierek oraz przewodniczący Prezydium Wojewódzkiej Rady Narodowej Ryszard Nieszporek. Doszli do wniosku, że prace przebiegają planowo – kończono już tynkowanie szkoły, prace malarskie, a ponad to placówka była zaopatrzona w 60% potrzebnych sprzętów i pomocy naukowych. Budowa szkoły trwała 260 dni, budynek został oddany do użytku technicznego 14 lipca. Na terenie nowo powstałej placówki pojawiła się komisja składająca się m. in z pułkownika Jerzego Ziętka, Kuratora Okręgu Szkolnego Katowickiego Ferdynanda Heroka, sekretarz Prezydium MRN w Czeladzi Leokadii Romanów, kierownika budowy inżyniera Jana Morzonka. Wspólnie stwierdzili, że budynek wykonany został zgodnie z planem.
W uchwale Prezydium Wojewódzkiego Społecznego Komitetu Budowy Szkół Tysiąclecia w Katowicach, napisano iż w dniu 26 lipca 1959 roku oddano do użytku budynek będący pierwszą w Polsce Szkołą–Pomnikiem Tysiąclecia. Tego samego dnia I sekretarz KC PZPR Władysław Gomułka złożył podziękowania zgromadzonym i wyraził uznanie dla fundatorów budowy, żołnierzy i górników. Wpisał się także do „Księgi Fundacyjnej”.

## Zmiana patrona
W 1990 roku zdecydowano się na zmianę patrona szkoły. Związane było to bezpośrednio z nową polityką III RP. Za powód tej decyzji podawano „podważanie wiarygodności postaci”. 24 października tego samego roku rada pedagogiczna na specjalnym posiedzeniu zdecydowała o zmianie patrona placówki. Jednak dopiero w 2005 dyrekcja szkoły zdecydowała się na przekazanie starego sztandaru Harcerskiemu Kręgowi Seniorów ZHP.

## Rozbudowa i modernizacje
Ówczesne materiały z jakich została zbudowana szkoła oraz sposób budowy spowodowały, że w przeciągu kilku lat budynek wymagał remontu i modernizacji. Powstanie nowej szkoły nie wyeliminowało problemu dwuzmianowych zajęć lekcyjnych. Zaczęto zdawać sobie sprawę z potrzeby rozbudowy budynku. 22 lutego 1991 roku powstała Fundacja Rozbudowy Szkoły. Dzięki temu udało się oddać do użytku szkolnego nowy budynek składający się z 8 sal lekcyjnych, 2 pracowni przedmiotowych, sali gimnastycznej, szatni, toalet i pokoju nauczycielskiego. Budowa trwała 9 miesięcy, dość krótko jak na ówczesne praktyki, a otwarcie szkoły miało miejsce 3 kwietnia 1992. Nie zmieniło to jednak sytuacji uczniów, którzy nadal musieli uczyć się na dwie zmiany. Zmienił to dopiero niż demograficzny i reforma szkolnictwa w 1999 roku. Od tamtej pory tak zwany „mały budynek” przeznaczony jest dla klas młodszych.
Podczas prac porządkowych w 2017 roku na terenie szkoły wykopano pocisk artyleryjski wraz z aktem erekcyjnym.

## Kierownicy i dyrektorzy szkoły
1. Zwetler Edward (nauczyciel matematyki i fizyki) od 01.09.1959 do 31.08.1974
2. Maczuga Edward (nauczyciel wychowania fizycznego) od 01.09.1974 do 31.08.1976
3. mgr Kaczmarczyk Teresa (nauczyciel historii) od 01.09.1976 do 31.08.1985
4. mgr Strzelecka Barbara (nauczyciel języka polskiego) od 01.09.1985 do 31.08.2005
5. mgr Durdzińska Joanna (nauczyciel nauczania zintegrowanego) od 01.09.2005 do 31.08.2015
6. mgr Polak Artur (nauczyciel języka polskiego) od 01.09.2015[4]